# FKDL
FKDL, pseudonyme de Franck Duval, né à Paris en 1963, est un peintre et collagiste français.
Spécialiste de l’art scotch et du collage papier, il rejoint le monde du street art en 2006. Il vit et travaille à Paris.

## Biographie

### Formation et début de carrière
Franck Duval étudie le dessin de mode au Studio Berçot, puis se forme aux arts du cirque à l’école Annie Fratellini. Ces deux années décisives marqueront son travail d’artiste, qui fait la part belle à la couleur, aux vêtements et aux corps en mouvement.
Au milieu des années 1980, il se tourne vers la peinture et créé des personnages à l’acrylique et à l’encre. Il commence à exposer dès 1992 dans des lieux alternatifs (l’ancien musée des automates, Le Moloko, Paris Centre, Le Central, le Pigalls, La Liberté, Le Cœur Fou).

### L’art scotch
Au début des années 2000, l’artiste découvre la technique de l’art scotch, créé par Gil Joseph Wolman en 1963. À l’aide d’une bande de ruban adhésif, il décolle la matière des journaux et magazines et la recolle pour en faire des œuvres originales. Il prend alors le pseudonyme de « FKDL ». Ce travail sera présenté en 2005 dans le cadre d’une rétrospective à la Halle Saint-Pierre à Paris.

### Street art
Sous le pseudonyme de FKDL, il participe en 2006 à l’événement « Aux arts citoyens » au espace d'animation des Blancs Manteaux à Paris. Il y découvre le monde de l'art urbain.
Il crée une série de silhouettes noires en papier et descend les coller dans la rue. « Sans être issu du graff, du tag ou du pochoir, j’ai voulu me confronter à la rue, à ses contraintes et à ses rencontres. J’ai rapidement pris goût au collage de mes personnages sur les murs des villes. Maintenant, je ne peux plus m’en passer. »
Il ajoute ensuite des fonds de couleurs en papier et habille ses personnages à l’aide d’images tirées de magazines de mode, d’art de vivre ou de cinéma des années 1920 à 1970. « Je n’ai pas de message particulier à délivrer : seulement égayer la ville et la vie, avec juste une pointe de dérision et de couleurs pour tous, et particulièrement pour ceux qui ne voient plus rien, en marchant dans la rue. »
Son travail éphémère a pu être aperçu dans les rues de Paris, Berlin, Londres, Bruxelles, New-York, Barcelone, Turin, comme en Guyane et en Guadeloupe. Il est également régulièrement présenté dans différentes galeries,.

## Expositions et événements

### Principales expositions et événements personnels
- 1992 :
  - Expo Seven (7 expos, 7 lieux, 49 tableaux) / Paris
  - Expo Kraft / Ancien musée des Automates / Paris
- 2005 :
  - Expo Collages / La Halle Saint-Pierre / Paris
- 2009 :
  - Metro Monde / Since Upian galerie / Paris
- 2010 :
  - 10 ans du prix Marcel Pagnol / Le Fouquet's / Paris
- 2011 :
  - Scènes de vie / New Heart City Gallery / Paris
  - Collages / Little Big Gallery / Paris
- 2012 :
  - Matchbook Cover / Since Upian galerie / Paris
  - Toiles de couture / Primo Piano - Le Bon Marché / Paris
  - Expo Solo / Morgan Mckinley / Paris
- 2013 :
  - Winter Palace / La PoPartiserie / Strasbourg
  - Ciné-Paris / Cinéma des Cinéastes / Paris
  - French Vintage Antiques Fair / Plaza Hollywood / Hong Kong (Chine)
  - Midi-Minuit / New Heart City Gallery / Paris
- 2014 :
  - Portrait Pagnol / Prix Marcel Pagnol / Paris
  - Swing Time / Galry / Paris

### Principales expositions et événements collectifs
- 2009 :
  - Go Get Your Shinebox, Brooklynite Gallery, New York (États-Unis)
  - Tales From The Seaside, Brighton (Royaume-Uni)
  - Mix'Art, Grand Palais, Paris
  - Street Crush, Brooklyn, New York (États-Unis)
- 2010 :
  - Les rencontres du Monde des livres
  - 10 ans des Lézarts de la Bièvre, Paris
  - Free Arts NYC, New York (États-Unis)
  - Strada Facendo, Turin (Italie)
  - Big Brother is Watching You / Galerie l'art de Rien / Paris
- 2011 / 2012 :
  - Mix'Art, Guyane
  - Résidence artistique à Saint-Quentin-en-Yvelines (expo, nuit blanche et ateliers scolaires)
- 2013 :
  - 3P2A, Pierresvives, Montpellier
  - Athenes Street Art Festival, Athènes (Grèce)
  - Bushwick collective bloc party, Brooklyn, New York (États-Unis)
- 2014 :
  - Figure (livre d’artistes), Joël Knafo gallery, Paris
  - Bushwick collective art show, Brooklyn (États-Unis)
  - Street Artists…, Galerie Aenaon, Athènes